# Liste der Naturdenkmale in Wendelsheim
Die Liste der Naturdenkmale in Wendelsheim nennt die im Gemeindegebiet von Wendelsheim ausgewiesenen Naturdenkmale (Stand 29. Februar 2024).

## Naturdenkmale
| Nr.         | Bezeichnung                             | Lage                                      | Beschreibung              | Bild                                    |
| ----------- | --------------------------------------- | ----------------------------------------- | ------------------------- | --------------------------------------- |
| ND-7331-437 | Linde an der Hasselmühle                | südlich des Ortes an der Hasselmühle Lage | Tilia sp.                 | Direkt Bild zu diesem Denkmal hochladen |
| ND-7331-444 | Zwei Linden an der Evangelischen Kirche | Donastraße, bei Nr. 17 Lage               | Tilia cordata, zwei Bäume | Fotos hochladen                         |

## Ehemalige Naturdenkmale
| Nr. | Bezeichnung        | Lage                                 | Beschreibung | Bild                                    |
| --- | ------------------ | ------------------------------------ | --- | --------------------------------------- |
|     | Teufelsrutsch      | südwestlich des Ortes Lage           | Felskuppe mit Stollen; flächenhaftes Naturdenkmal; Rechtsverordnung aufgehoben, jetzt Teil des Naturschutzgebiets Arenberg-Dreigemeindewald | Direkt Bild zu diesem Denkmal hochladen |
|     | Steinbruch         | westlich des Ortes an der L 404 Lage | von geologischem Interesse; Rechtsverordnung aufgehoben, jetzt Teil des Naturschutzgebiets Am Kahlenberg                                    | Direkt Bild zu diesem Denkmal hochladen |
|     | Quecksilberstollen | südwestlich des Ortes Lage           | aus dem 18. Jahrhundert; Rechtsverordnung aufgehoben, jetzt Teil des Naturschutzgebiets Arenberg-Dreigemeindewald                           | Direkt Bild zu diesem Denkmal hochladen |
|     | Abschnittswall     | südwestlich des Ortes Lage           | keltische Fliehburg; Rechtsverordnung aufgehoben, jetzt Teil des Naturschutzgebiets Arenberg-Dreigemeindewald                               | Direkt Bild zu diesem Denkmal hochladen |